# Loxophlebia albifrons
Loxophlebia albifrons là một loài bướm đêm thuộc phân họ Arctiinae, họ Erebidae.